# Around the world (moveの曲)
「around the world」（アラウンド・ザ・ワールド）は、moveの2枚目のシングル。

## 概要
電子楽器を基調としたサウンドのミドルチューンで、move初の『頭文字D』タイアップソング。1枚目のシングル「ROCK IT DOWN」と比べてyuriのパートが増えている。
後に、『頭文字D』で藤原拓海と茂木なつきを演じた三木眞一郎と川澄綾子によってカバーされている。

## 収録曲
| 全作詞: motsu、全作曲・編曲: t-kimura。 |                                                   |       |            |                                                             |      |
| #                                       | タイトル                                          | 作詞  | 作曲・編曲 | タイアップ                                                  | 時間 |
| 1.                                      | 「around the world」                              | motsu | t-kimura   | フジテレビジョン系アニメ『頭文字D』オープニングテーマソング | 5:13 |
| 2.                                      | 「around the world (in the midnight (work) mix)」 | motsu | t-kimura   |                                                             | 4:57 |
| 3.                                      | 「around the world (tv mix)」                     | motsu | t-kimura   |                                                             | 5:09 |